# Демантоїд
Деманто́їд — алмазоподібний мінерал, рідкісний хромистий різновид кальцієво-залізистого гранату — андрадиту, забарвлений в яскраво-зелений колір.

## Загальна характеристика
Хімічна формула: Ca3Fe2 (SiO4)3.
Прозорий, коштовний камінь III порядку, найдорожчий з гранатів.
Забарвлення зумовлене домішками заліза. Його посилення до смарагдово-зеленого відтінку пов'язане з домішками хрому, а жовтий відтінок викликаний титаном.
Розміри зерен рідко досягають 8-10 мм, крупніші кристали дуже рідкісні.
Зустрічається на Уралі, в Закавказзі, на Далекому Сході, в Італії, Заїрі тощо.

## Різновиди
- Меланіт — непрозорий чорний різновид з домішкою титану. Добувають у Німеччині.
- Топазоліт — лимонно-жовтий або рожево-жовтий різновид демантоїда. Схожий на топаз. Знайдений у Швейцарії (Церматт), в Італії (Альпи).